# هتل‌های آزیموت
هتل‌های آزیموت (انگلیسی: Azimut Hotels) یک شرکت روسی است که هتل‌های بین‌المللی را مدیریت می کندو در حدود ۳۹ هتل را اداره می‌کند.
طبق مجله هتل‌ها، این مجموعه هتل‌ها به رتبه‌بندی بزرگترین شبکه‌های هتلداری در سراسر جهان پیوسته‌اند.